# Göriach (Gemeinde Virgen)

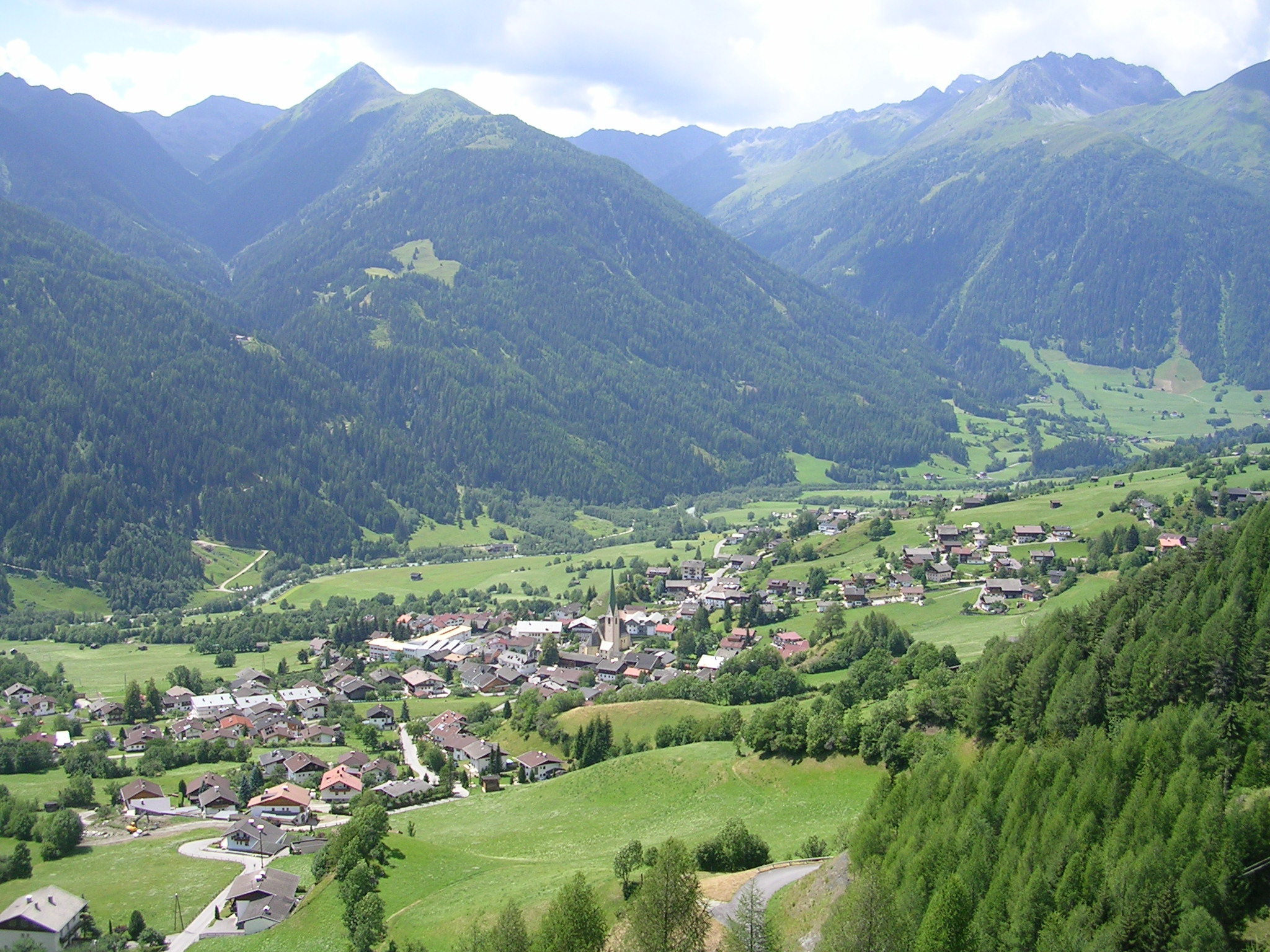
Blick von der Burgruine Rabenstein auf Virgen Dorf und Göriach (im Hintergrund)

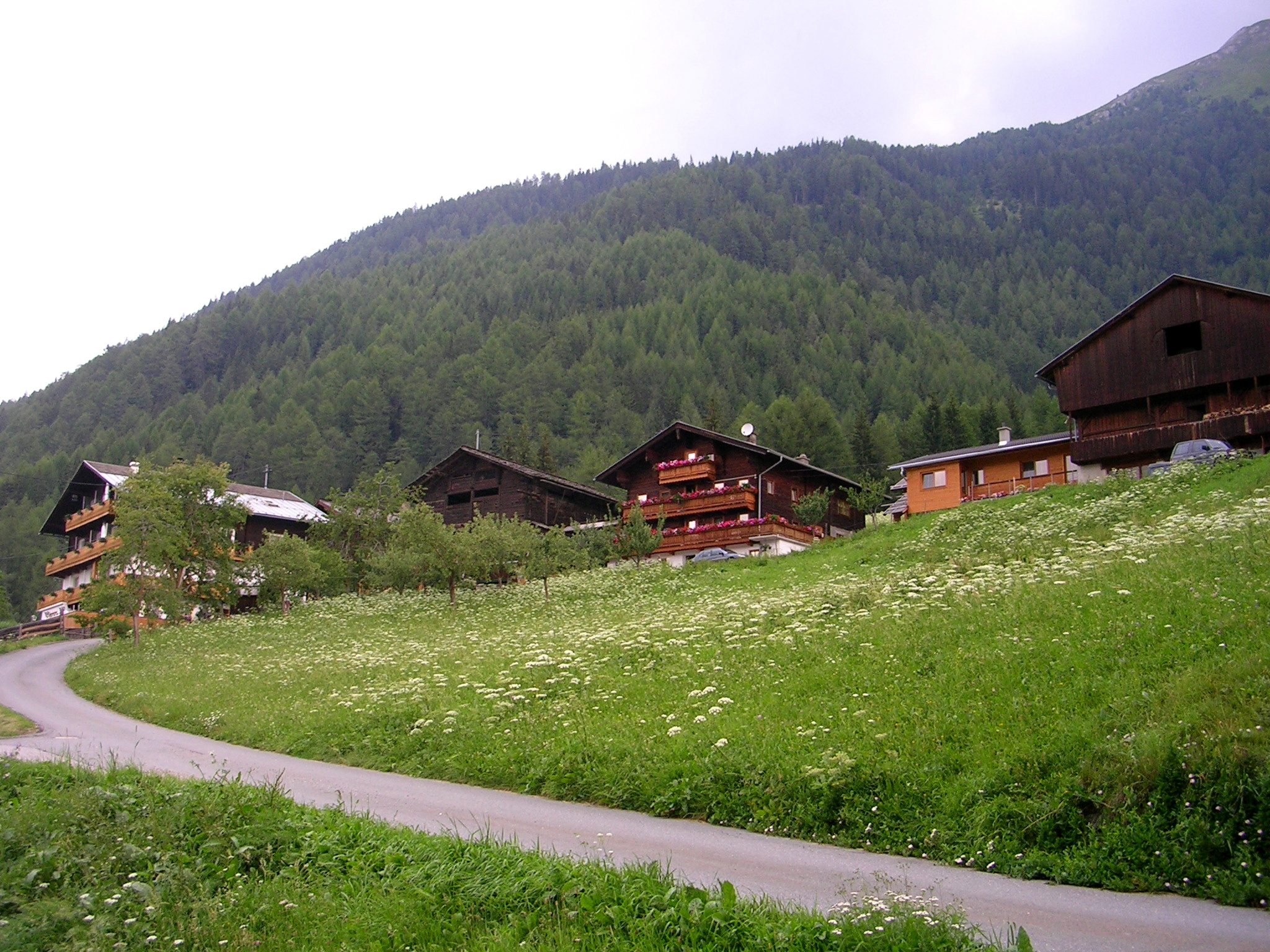
Der Weiler Marin

Göriach ist eine Fraktion der Gemeinde Virgen in Osttirol. Die Fraktion schließt sich im Westen an das Gemeindezentrum, die Fraktion Virgen Dorf an und liegt nördlich der Virgental Landesstraße am sowie westlich des Virger Baches. Zu Göriach zählt auch der Weiler Marin (1385 m), wodurch die Fraktion Göriach die größte Ausdehnung aller Virger Fraktionen erreicht. In Göriach und Marin leben 139 Menschen (Stand 1. Jänner 2024). In Göriach bestehen zwei Sakralbauten, die Allerheiligenkapelle und die Kapelle in Marin.

## Allerheiligenkapelle

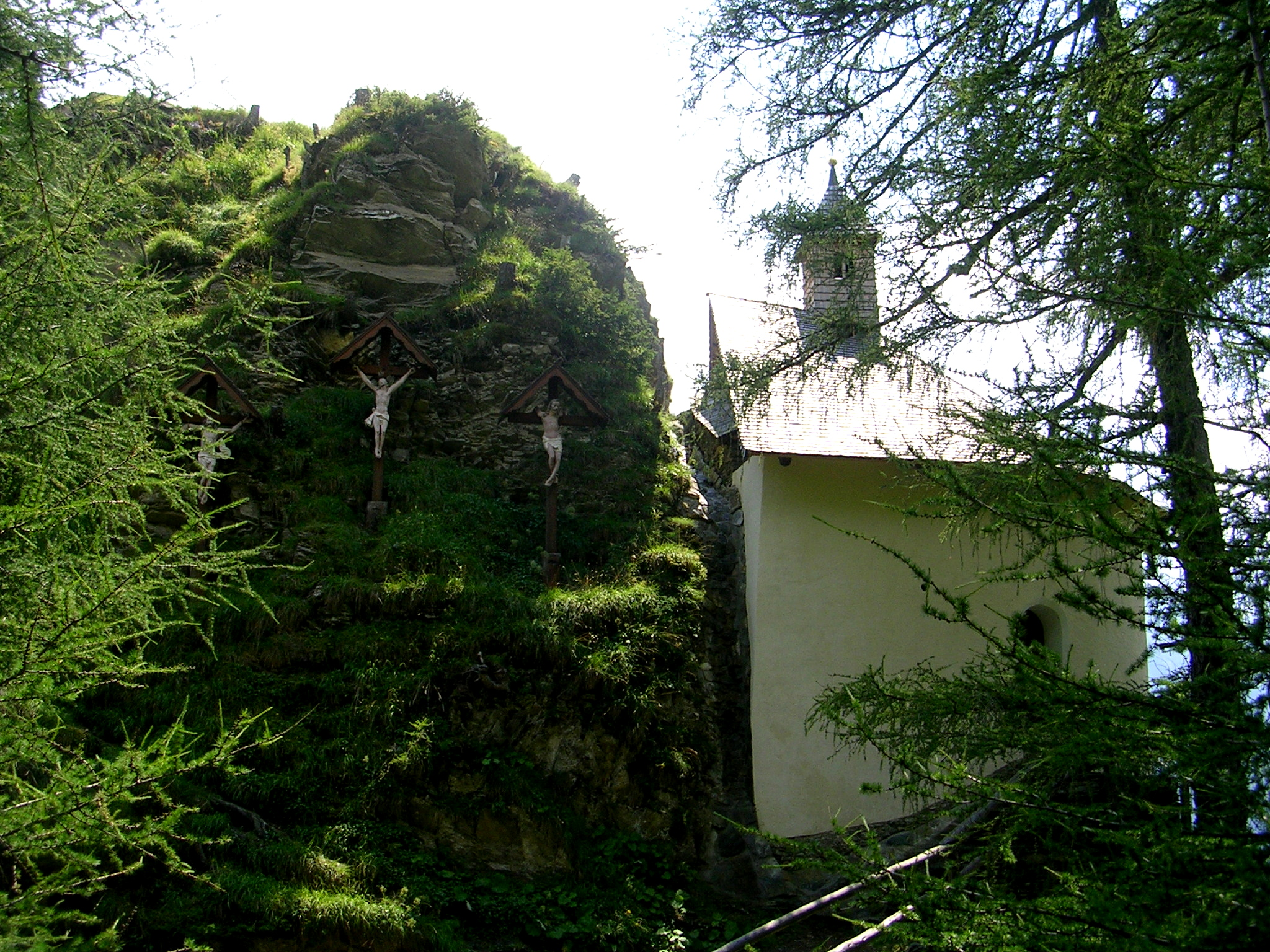
Allerheiligenkapelle

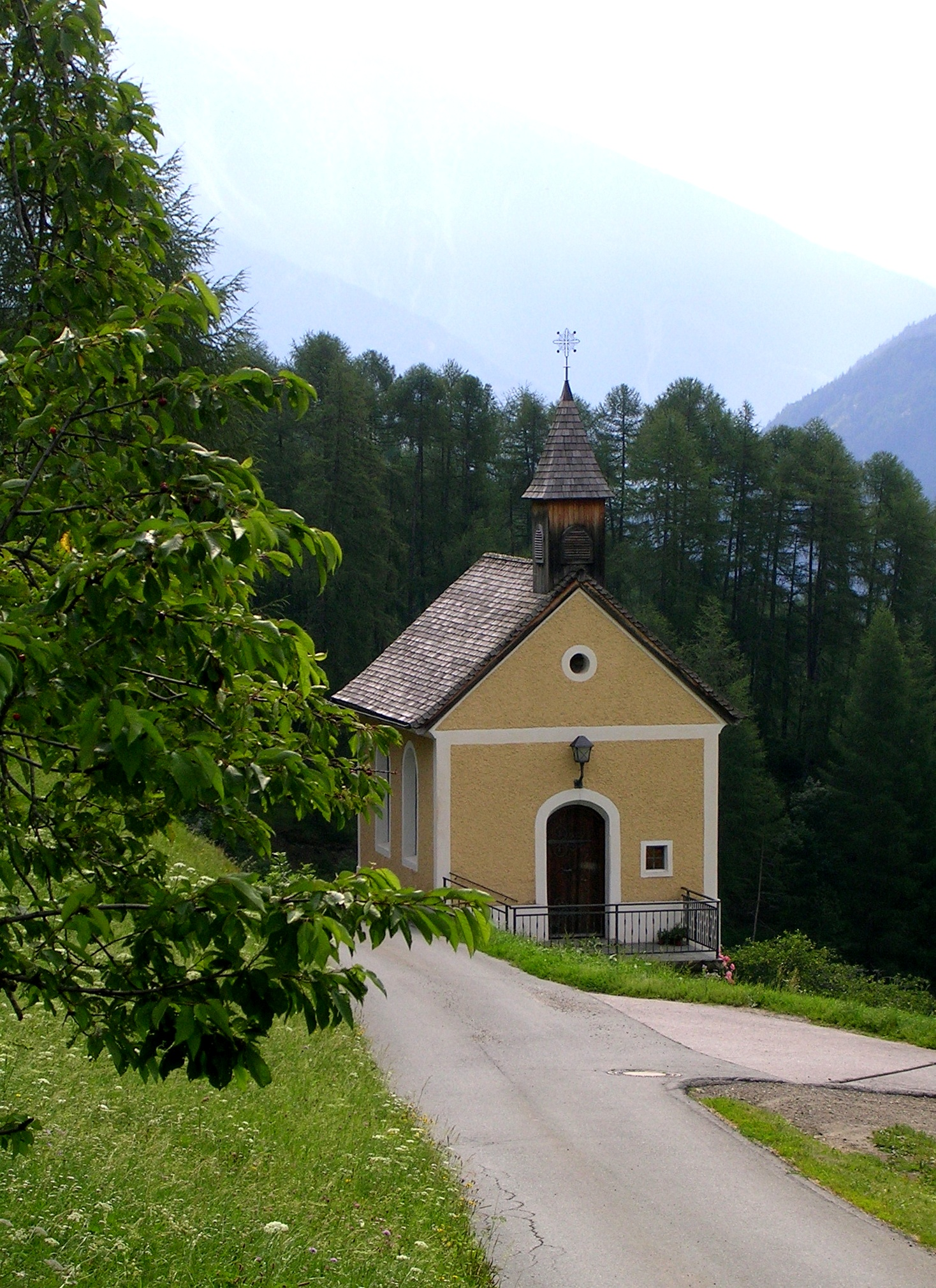
Kapelle Marin

Die Fraktionskirche von Göriach ist die Allerheiligenkapelle. Sie liegt abgelegen am Adlerweg in einer Höhe von 1693 Metern und wird durch einen Kreuzweg mit Marin verbunden. In früheren Zeiten sollen Wallfahrten zu dieser Kapelle noch häufig gewesen sein, heute feiern die Einwohner von Göriach alljährlich am Tag vor Allerheiligen das Patrozinium der kleinen Kapelle.
Die Kapelle ist der Überlieferung nach die erste christliche Kultstätte in diesem Gebiet. Als die Slawen im 7. Jahrhundert in das Virgental eindrangen, sollen hier im geheimen Gottesdienste stattgefunden haben. Die Kapelle dürfte in die romanische Zeit zurückreichen und wird in ihrer Form durch die Lage an einem Felsen bestimmt. Der halbkreisförmige Bau geht in einen stumpfen Winkel über und ist durch eine Mauer die bis knapp an eine Felswand heranreicht abgeschlossen. Das Dach steigt ohne Giebel zum Felsen auf und verfügt über einen kleinen Dachreiter. Im Inneren ist die Kapelle mit einer flachen Holzdecke verkleidet. Der Hauptaltar weist vornehmlich neuromanische Formen aus der zweiten Hälfte des 19. Jahrhunderts auf. Im Zentrum des Altars befindet sich ein Allerheiligenbild aus dem 18. Jahrhundert mit zwei Figuren ritterlicher Heiliger aus der zweiten Hälfte des 18. Jahrhunderts geschmückt. Es sind dies einerseits Markgraf Leopold und Kaiser Friedrich oder König Ludwig. Seitlich wird der Altar von den neugotischen Figuren des Heiligen Jakobus des Älteren und Johannes Evangelist flankiert.
Neben dem Hauptaltar befindet sich ein zweiter, älterer Altar aus der zweiten Hälfte des 17. Jahrhunderts in der Kirche. Das Altarbild zeigt die 14 Nothelfer vor der Gottesmutter. Flankiert wird das Bild von gedrehten Säulen, einem geschwungenen, gebrochenem Giebel und einem Aufsatz mit gebrochenem Dreiecksgiebel. Im Aufsatz befindet sich eine Darstellung von Maria Magdalena, seitlich der Heilige Erasmus und Johannes von Nepomuk. Am Altar befinden sich zudem noch derbe, gotische Figuren des Heiligen Ulrich und des heiligen Antonius.

## Kapelle Marin
Die Kapelle in Marin ist die jüngste der Virger Kapellen. Da die Pfarrkirche und die Allerheiligenkapelle für die Bewohner Marins nur schwer zu erreichen war, errichtete der im Fellhandel zu Geld gekommene Peter Paul Mariner mit eigenen Mitteln und der Nachbarschaftshilfe Virgens die Kapelle zum Hl. Josef. Die Glocken kamen nach dem Ersten Weltkrieg aus Obermauern, der Altar stammt vom Virger Holzbildhauer Friedl Fuetsch. Das Altarbild zeigt den heiligen Josef mit dem sterbenden Jesus in den Armen. Das Altarbild wurde von der Hanissen Klosterfrau gefertigt, einer Frau aus der Künstlerfamilie Weiskopf, die in Rom als Nonne lebte.